# منصور بن راشد السعدون
منصور بن راشد بن ثامر السعدون (حكم 1863/1853م) شيخ عشيرة آل سعدون من عرب العراق وأمير مشيخة عشائر المنتفق وأول باشا عينته الإدارة العثمانية على القبيلة. حكم القبيلة بعد أميرها السابق فارس بن عجيل السعدون سنة 1269هـ/1853م. حيث نال المشيخة بعد ترشيح ودعم والي العراق رشيد باشا الكوزلكلي له سنة 1853، شرط الموافقة على فرز «السماوة» وما يتبعها عن ديرة المنتفق وإلحاقها ب«لواء الحلة»، مع تنصيبه قائمقام المنتفق. وقد وافق منصور بالعرض، إلا أن سلطة بغداد استمرت في تقليص صلاحياته، فدخل جيشها الحكومي مدينة سوق الشيوخ التي هي عاصمة المنتفق سنة 1856م واتخذ ثكنة فيها وعيّن أحد ضباطها قائمقام المدينة، وعزل الشيخ منصور من حكم القبيلة. واستمر ذلك إلى سنة 1859م في ولاية عمر باشا الذي أعاد منصور إلى حكم القبيلة. ثم سحبت منه سنة 1860م وأعطيت للشيخ بندر بن ناصر الثامر بعد مزاد جرى بينهما، ثم استردها بعد وفاة بندر سنة 1863م/1280هـ بعد ان اقنع الوالي محمد نامق باشا الشيخ منصور بإلغاء المشيخة وإبدالها بالوظيفة الحكومية وتعيينه قائمقام على المنتفق دون مسمى «الشيخ» وتحديد مرتب شهري قدره 30 ألف كيس، كما جرى منحه رتبة «مدير الإسطبل العامر» وهي رتبة عسكرية، فرحب منصور بتلك الخطوة التي ألغت المشيخة على القبيلة إلغاءًا نهائيًا. وكان رد فعل قبيلة المنتفق على إجراءات إلغاء المشيخة بالرفض وتزعم ذلك الاتجاه الشيخ ناصر الأشقر شقيق منصور الذي قاد التمرد والعصيان وأحدث حالة من القلاقل والاضطرابات في عموم المنتفق. فعزل نامق باشا الشيخ منصور وعين بدلا عنه الشيخ فهد العلي السعدون، فجرت بين الأميرين حرب انتهت لصالح فهد السعدون، واضطر الشيخ منصور بتسليم نفسه إلى الحكومة التي عفت عنه وابقته في بغداد إلى سنة 1880. وفي أيلول/سبتمبر 1880 فر الشيخ منصور من الإقامة الجبرية في بغداد وتوجه إلى قبيلته المنتفق حيث أعلن التمرد، فأرسلت إليه حكومة بغداد بجيش لقمع تمرده، فنشبت بينهما معركة استمرت 3 ساعات، قاومت فيها عشائر المنتفق مقاومة شديدة، إلا أن الجيش العثماني قد انتصر بالنهاية، وسيق الشيخ منصور باشا مخفورًا إلى إسطنبول. ثم انتقل بعدها إلى بغداد حيث توفي فيها سنة 1885م/1303هـ.

## الحكم

### في ولاية الكوزلكلي
نال الشيخ منصور إمارة القبيلة بعد ترشيح والي العراق رشيد باشا الكوزلكلي في 1853، حيث أقنعه الوالي بتنصيبه أميرا على المنتفق، وأن يحميه ويمده بالعون العسكري شرط الموافقة على فرز «السماوة» وما يتبعها وعشائرها عن ديرة المنتفق بغرض إلحاقها ب«لواء الحلة»، وتعيينه قائمقام المنتفق. وقد وافق منصور بالعرض ولم يكن يعرف أن الهدف من سحب السماوة هو إضعاف إمارة المنتفق لتثبيت السيطرة الدولة المركزية في العراق، وبخروج السماوة انفصلت مشيخة «بني حكيم أو حجيم» عن مشيخة المنتفق. ثم سار الشيخ منصور أمير المنتفق المعين ومعه قوة تقدر بعشرة آلاف مقاتل من القوات العسكرية النظامية تصحبها المدافع وقوات من عشائر زبيد برئاسة الشيخ وادي شلفح وعشائر الخزاعل برئاسة الشيخ مطلق كريدي الذرب لعزل الشيخ فارس بن عجيل بن محمد الثامر من مشيخة المنتفق، وكان مع فارس محمد بن عيسى بن محمد الثامر وأخوته. والتقى الطرفان قرب موقع مدينة الشطرة حاليا في شباط/فبراير 1853م/جمادى الأول 1269هـ، وقتل من الطرفين خلائق كثيرة، ولكن كانت كفاءة أسلحة الجيش النظامي قد حسمت الأمر لصالح منصور وقواته، فجرى اعتقال الشيخ فارس وإرساله لبغداد، حيث وضع قيد الإقامة الجبرية ومنع من مغادرة العاصمة بغداد.
بعد أن حسمت الأمور له توجه نحو ديار المنتفق لممارسة صلاحياته أميرًا عليها مدعومًا من والي بغداد وقواته العسكرية، فتحسنت علاقاته بالحكومة المركزية. ففي حرب القرم 1853-1856م ظهرت نية الشاه ناصر الدين القاجاري في مهاجمة العراق نتيجة انشغال الدولة العثمانية بهذه الحرب بسبب تحالفه مع الروس، وقد اهتم الكوزلكلي بالأمر فجند الجنود وحشد قواته تجاه الحدود، وطلب من الشيخ منصور أن يستعد لمواجهة أي هجوم إيراني متوقع، وأناط به حفظ جنوب العراق. ومع هذا فإن الكوزلكلي لم يقنعه ذلك، فحين أتى الشيخ منصور إليه سنة 1854م لتجديد ولائه وطاعته وقدم مبالغ جسيمة من الضرائب والخراج التي قدرت بثمانين ألف شامي جمعها بشق الأنفس مع عدد من الجياد الأصيلة، لا شك ان هدوء المنتفق في تلك الفترة ساعدته على تحصيل الضرائب السنوية والمتأخرات من العشائر الأخرى كانت الخزانة في أمس الحاجة لها في تلك الفترة. ومع ذلك فقد وجد الوالي أن الفرصة سانحة لتوجيه ضربة شديدة لإمارة المنتفق أزاء سلبية الأمير وتشبثه بالسلطة وتهافت المتنافسين الشديد، لذلك أرسل جيشه ليدخل سوق الشيوخ يوم 14 شعبان 1272هـ/19 نيسان/ أبريل 1856م بعد انتصار سهل على قوات منصور السعدون، حيث اتخذها ثكنة عسكرية لبعض قواته بنية تثبيت سياسة القضم الحكومي، وفوق هذا عين كوزلكلي أحد قادة جيشه وهو حسين باشا قائمقام للمدينة.
أبدى الشيخ منصور امتعاضه من اتخاذ الجيش العثماني مدينة سوق الشيوخ ثكنة له، وأعلن عن معارضته لذلك، فردت عليه الحكومة بإجراء مزايدة على مشيخة المنتفق فرسى المزاد على الشيخ «صالح بن عيسى بن محمد» الذي رفضه الشيخ منصور فجرت معارك بينهما، وكان الأمير الجديد مدعوما بالقوات الحكومية والعشائر الموالية للدولة. واستمرت تلك المعارك أكثر من شهر، آلت نتائجها لصالح الشيخ الجديد، ولكن منصور استمر في عصيانه على ما حدث فدخل بمعركة مع القوات الحكومية في مكان يقال له «المغيسل» عند نهر الفرات انتهت بهزيمة القوات الحكومية ومقتل قائدهم تركجة يلمز الذي قتله مشاري بن عبد الله بن ثامر السعدون. ومع ذلك لم تكن نتيجة تلك المعركة حاسمة للشيخ منصور، فقد استمر الشيخ صالح في مشيخته متفرغا لإدارة شؤون الإمارة، إلا انه أحس بسوء نية الدولة المركزية تجاه حكم القبيلة وتدخلها السافر في إثارة الفتن، فقرر العصيان عليها حيث بنى قلعة حصينة سميت بقلعة صالح وامتنع عن تسديد القسط الأول من الخراج، فسارعت الدولة بعزله واعادت المشيخة إلى الشيخ منصور بعد أن ابتعد عنها لمدة عشرة أشهر تقريبا. فشهدت أراضي المنتفق معارك استنزاف بين أتباع الشيخين نالت بالمحصلة من قوة القبيلة لصالح الدولة وسياستها. وبالنهاية تنازل الشيخ صالح عن المشيخة لإبن عمه منصور خوفا من تدمير القبيلة وقوتها. وكان من المننتظر أن تتمخض تلك السياسة في إدخال سوق الشيوخ في النظام العثماني مثلها مثل بقية المدن العراقية ولكن شاء القدر أن يموت رشيد باشا في منتصف آب/أغسطس 1857م، ويأتي العراق وال جديد وهو عمر باشا الذي خالف الكوزلكي في سياسته تجاه العشائر، فسحب القوات من سوق الشيوخ متخذا من وخامة الهواء وتردي صحة الجنود سببًا، وعلل بقدرته في تأديب عشائر المنتفق بطابور أو طابورين من الجيش عند تمردهم أو عصيانهم،  وأغلب الظن أن ضعف الدولة في أعقاب حرب القرم هو الذي حمل والي بغداد أن يتجنب استخدام الجيش في تلك الأحوال لتقليل النفقات، لذلك أعاد القائمقامية إلى الشيخ منصور سنة 1276هـ/1859م، 

### في ولاية نامق باشا
في سنة 1277هـ/1860-1861م، أي أواخر حكم السلطان عبد المجيد الأول، تحالف شيوخ المنتفق والعجمان على الإغارة على أهل نجد. وفي طريقهم نزلوا البصرة للتزود بالتمور، فعاث عربانهم الفساد في مزارع النخيل، فتصدى لهم شيخ الزبير «سليمان بن عبد الرزاق الزهير» وأخرجهم من النخيل، ثم طاردهم إلى البادية حيث هزمهم، وقتل من المنتفق والعجمان خلق كثير. وخوفُا من مصادرة أملاكه وأملاك آل السعدون الكثيرة في البصرة اتصل الشيخ منصور بحاكم الزبير ومتسلم البصرة منيب باشا معربًا عن برائته مما بدر وما حدث ومؤكدًا ولاءه للدولة العثمانية، لذا فقد امتنع المتسلم عن التعرض لأملاك آل سعدون الواسعة في البصرة. وفي ذات السنة مع بداية حكم الوالي نامق باشا وقيل الوالي توفيق باشا أمر أن تكون مشيخة المنتفق التزاما لمدة ثلاث سنوات تبدأ بمزاد مالي ينالها من يلتزم بدفع المبلغ المالي الأكبر إلى الدولة، وتنتهي إذا ما قدم آخر التزاما ماليا أكبر، ويبقى المزاد محصورًا في أسرة السعدون ولا يحق لوجهاء المنتفق الآخرين الدخول فيه. فوضعت مشيخة المنتفق في مزاد بين الشيخ منصور وبين الشيخ بندر بن ناصر الثامر حيث رست على الشيخ بندر بمبلغ 4900 كيس -الكيس 500 قرش، أي 5 ليرات ذهبية- ومدة الالتزام كانت 3 أعوام، وكان ذلك بتاريخ 20 شوال 1277هـ/نيسان/أبريل 1861م،  ولم يخل التنصيب من سحب مقاطعات مملوكة للمنتفق ووضعها ضمن أملاك الدولة، وكان أبرزها أبو الخصيب وباب سليمان على شط العرب وشطرة العمارة المعروفة حاليا باسم قلعة صالح. ويبدو أن تأمير بندر بن ناصر اقتضى من السلطة ابعاد منصور عن ديرة المنتفق. فكان منصور في ربيع الأول من 1278هـ/أيلول/سبتمبر 1861م مقيما في أنحاء الدغارة، ويرجح أن شقيقه ناصر كان معه، لذلك غابت أخبار الأخوين من المصادر طيلة السنوات الثلاث التي تلت خبر سفرهما إلى بغداد سنة 1276هـ/1860م وقيل أن منصور كان حينها من أعضاء المجلس الأعلى لإدارة ولاية بغداد بعد عزله من مشيخة المنتفق. وانتهى هذا الغياب بعد أن قاد ناصر فرسان المنتفق للمشاركة في الحملة العثمانية ضد شمر سنة 1862-1863م، وعندما شارفت مدة الالتزام على الانقضاء جرى تجديد المشيخة له ولمدة ثلاث سنوات، إلا أنه توفي في بغداد يوم 13 تشرين الثاني/نوفمبر 1863م/2 جمادى الآخرة 1280هـ بعد ترأسه المشيخة بعدة أيام وهو لا يزال مدينا لخزينة الحكومة بحوالي 25 ألف شامي، وقد دفن في بغداد.

## الولاية الثانية لمنصور
وفي ذات السنة أي 1863م/1280هـ أعرب الوزير نامق باشا عن رأيه بفصل بعض الأماكن عن المنتفق لتقليل سلطتها وحصر دائرة نفوذها في نطاق ضيق، فرد عليه منصور باشا -وكان حينها من أعضاء المجلس الأعلى لإدارة ولاية بغداد بعد عزله من مشيخة المنتفق- بإنه إذا ماتم إلغاء مشيخة المنتفق وتعيينه متصرفًا عليها فإنه سيجعلها كلها تابعة للدولة مثلها مثل سائر البلاد العثمانية، وقيل أن الوالي تمكن من اقناع أمير المنتفق السابق منصور السعدون بإلغاء المشيخة وإبدالها بالوظيفة الحكومية وتعيينه قائمقام على المنتفق دون مسمى «الشيخ» وتحديد مرتب شهري قدره 30 ألف كيس، كما جرى منحه رتبة «مدير الإسطبل العامر» وهي رتبة عسكرية. فبدأ نامق باشا بتجريد المنتفق من أراضٍ جديدة، ففصل الأراضي الواقعة على شط العرب أدنى القرنة والأراضي التي تقع على الضفة اليمنى لنهر دجلة أعلى القرنة. وتجريد شيخ المنتفق من سلطات العفو والإعدام وقطع الأعضاء والعقوبات البدنية، وحرمانه من اقتضاء الديات، وتطبيق الضرائب على المنتفق كما هو مطبق على غيرها. فحددت الحكومة الضرائب بما هو مطبق على غيرها. كما صدرت الأوامر بإنشاء مجلس في سوق الشيوخ يتألف من كبار الملاك والأعيان والتجار يتولى الفصل في القضايا الجنائية والمدنية، مع وجوب مصادقة باشا بغداد على تعيينهم قضاة. ولاكمال تلك الإدارة بعث الوالي المحاسب في الدولة سليمان فائق -وهو متحمس لإلغاء المشيخة- ليكون معاونًا ومحاسبا لمنصور الذي رحب بخطوة إلغاء المشيخة على القبيلة إلغاءًا نهائيًا، ويعد ذلك من أهم مظاهر النظام الجديد للدولة.
ولما كانت في نية الشيخ منصور باشا عدم تنفيذ طلبات الوالي في الإطاحة بحكم المنتفق الذاتي، لذا فما أن وصل إلى دياره حتى ألغى القرار الذي حد من سلطته الإدارية، وعمد إلى عرقلة جهود سليمان بك وحرض القبيلة على تلك الإجراءات. فرفضت قبيلته إجراءات الوالي، وتزعم ذلك الاتجاه الشيخ ناصر الأشقر شقيق منصور الذي قاد التمرد والعصيان، بحيث كادت الأحوال أن تدفع المتمردين إلى قتل سليمان فائق لولا تدخل الشيخ منصور الذي وجد الأمر يمس شرفه وناموسه، ففر سليمان فائق بعد أن أقام شهرين في سوق الشيوخ. وأحدث ذلك حالة من القلاقل والاضطرابات في عموم المنتفق، وبدأ العصيان واضحًا ضد الدولة حين بدأ المنتفقيون بتخريب وقطع أسلاك البرق بين بغداد والحلة. فكتب الشيخ منصور إلى نامق باشا معلنًا ولاءه الشخصي، واشتكى بأن الزعماء التابعين له معترضون نوع الحكم الجديد وأن أخاه ناصر يؤلب عليه القبائل، وأنه وسليمان بك كانا في خطر شخصي وعاجزين عن ممارسة سلطاتهما بغير معاونة من جنود بغداد، وطلب منه أن يعينه ضد أخيه ناصر. فأحس نامق باشا أن منصور يتلاعب به فعزله، وأعد حملة لإعادة قبضة الحكومة على ديرة المنتفق، وليضع حدًا لتدخل القنصل البريطاني في بغداد الذي أصر على أن يتصل بالثوار مباشرة لإعادة فتح خط البرق.

## عزل منصور وتمرده
عندما بدأ نامق باشا يعد العدة لحملته وردت إليه برقية من القيادة العامة في الأستانة تطلب منه التريث قبل الدخول في المعركة، وأغلب الظن ان القنصل البريطاني والسفير في الباب العالي كان لهما دورًا كبيرًا في إرسال تلك البرقية، فحملة نامق باشا ضد منصور كانت أيضا موجهة ضد النفوذ البريطاني المتصاعد بسرعة في جنوب العراق. فاضطر نامق أن يؤجل حملته،  ولكنه أصر على عزل منصور وتعيين فهد العلي الذي كان موجودًا في بغداد أثناء تلك الأحداث، والذي تعهد للوالي بتنفيذ ما اتفق عليه مع الشيخ بندر مع اشتراطه للوالي أن يصدر عفوًا عامًا عن جميع من اعتبرتهم الدولة خارجين عن القانون، قاصدًا بذلك منصور وأخيه ناصر، وقد أخذ خطابات الأمان بيده بعد أن قبل رئاسة المنتفق لمدة ثلاث سنوات بموجب شرطنامة كتبت بالعربية، وكان ذلك في 12 أكتوبر 1863م.
إلا أن هذا الأمر لم يقبل به الشيخ منصور وأخوه ناصر، فاستعد الجميع للمعركة. فوقع المحظور بين أبناء المنتفق في «معركة الطينه»، وانهزم الأخوين أمام قوة الأمير الجديد المدعوم من بغداد. وذكر لوريمر في كتابه دليل الخليج أنه في خضم ثورة الشيخ منصور، جرى في أواخر سنة 1863م أن قامت عصابة من بدو الظفير على ظهور الدواب ومعهم رجال المنتفق المسلحين ببنادق تُشعل بالثقاب بسرقة بعض أعمدة التلغراف في قطاع الحلة، وكان يقود تلك العصابة عبد من عبيد الشيخ منصور، فأخذت السلطات التركية على عاتقها تأمين المتضررين من تلك الاضطرابات. ثم أفرزت قوة خاصة بقيادة حافظ باشا في آب/أغسطس 1864م/ربيع الأول 1281هـ لمطاردة الأخوين، فجرى أسر الشيخ ناصر، في حين اتخذ منصور من الصحراء ملاذا له، وقيل انسحب مع أهله إلى نجد عن طريق الكويت. وكان الشيخ فهد العلي يتفقده ويخبره بحركات الجيش ضده، ولمحبته للشيخ منصور كان يود منه أن يسلم نفسه للسلطات للمحافظة على حياته. وقد كان منصور موجود في ديرة الظفير، فضاق به الحال، فأرسل إلى سليمان فائق قائمقام البصرة عرضا بتسليم نفسه للدولة بشروط، ولكن حكومة بغداد أصرت على تسليم نفسه بدون شروط، فرفض منصور ذلك. وقد عاد بعد فترة وسلم نفسه إلى قائمقامية البصرة دون شرط، فأبرق المتصرف سليمان فائق إلى بغداد بتاريخ 3 شعبان 1282هـ/22 كانون الأول/ديسمبر 1865م بتسليم منصور نفسه، فجرى نقله إلى بغداد حيث قبل الوالي نامق باشا دخالته وعفا عنه.

## مشاكله مع ولاية البصرة
خشيت الدولة العثمانية من أن يحدث الشيخ منصور باشا أي مشاكل لها في لواء المنتفق فأمرته بالإقامة في بغداد حيث عاملته باحترام وعينته عضوا في مجلس إدارة ولاية بغداد في شعبان 1286هـ/تشرين الثاني/نوفمبر 1869م، فانضم إلى الحملة العثمانية على الأحساء 1871. ثم أُرسل بعدها إلى اسطنيول حيث عين عضوًا في مجلس شورى الدولة، ولا يعلم بالضبط تاريخ ذهابه إلى الأستانة، وحسب خالد السعدون ربما كانت في سنة 1872م، حيث كرمته الدولة في 1875م ومنحته رتبة بكلربكي، وأخيرًا عاد من اسطنبول إلى بغداد صيف 1878م، ثم سافر إلى البصرة في شعبان 1295هـ/آب/أغسطس 1878م لمتابعة أملاكه هناك، ولكنه عاد مستاءا من تصرفات الوالي عبد الله باشا، وازداد استياؤه في الرحلة التالية في شوال/أكتوبر ذات السنة من الاجراءات الضارة التي اتخذها ضده الوالي الذي ناوأه في كل شيء له صلة بمصالحه، ووصل استياؤه إلى قاسم باشا الزهير -عدو أخيه ناصر- الذي اتهمه علانية بتحريض الوالي ضده. وقد حاول منصور الذي مكث بالبصرة عدة شهور يراجع واليها الجديد «ثابت باشا» بشأن أملاكه وأملاك إبنه سليمان دون نتيجة، مما جعله يغادر غاضبا إلى القرنة يوم 21 ذي القعدة 1296هـ/7 تشرين الثاني/نوفمبر 1879م، فأرسل شكوى إلى المراجع العليا في اسطنبول وإطلاع أخيه ناصر باشا على مايجري. ثم وقع في بداية محرم 1297هـ/كانون الأول/ديسمبر 1879م حادث أدى إلى سخطه على السلطات الحكومية، حيث تعرض ابنه سليمان في بلدة الحي إلى هجوم مسلح كاد أن يقضي عليه، وعندما علم منصور بالحادث وهو في بغداد أبرق إلى متصرف المنتفق أحمد بك طالبًا منه معاقبة مرتكبي الحادث، فرد عليه أنه أرسل محققين للتدقيق بالحادث، وتعهد بالتزام الحياد في معالجة القضية. وتراكمت الأمور ضده بعد زيارة إلى البصرة ربيع الأول 1297هـ/شباط/فبراير 1880م ومعه محاميه للمرافعة في قضايا أملاكه هناك، وبقي حتى جمادى الأولى/أيار مايو من نفس السنة ولكن دون فائدة، فخرج ساخطًا من البصرة إلى الغراف حيث مضارب ابنه سليمان، ولم تكن مضارب ابن عمه فهد باشا بعيدة عنه، فالتقى الساخطان ليعلنا التمرد ضد الحكومة، وحاولا ضم فالح باشا لهما، ولكنه رفض في بداية الأمر وبإصرار.

### اندلاع التمرد الثاني
بعد أن اعلن منصور وابن عمه فهد التمرد انضم إليهما بعض العشائر التابعة لهما، فقامت بطرد موظفي الدولة، والامتناع عن أداء الضرائب، وقطع أسلاك التلغراف بين السماوة والناصرية، وإجراء التعبئة الواسعة، وتحشيد القبائل الأخرى في جنوب العراق، فكانت العشائر الثائرة تغير على العشائر المترددة، مما ترتب على ذلك قيام حالة فوضى واسعة في ديار المنتفق. فلقب منصور نفسه ب«سلطان البر» وقد اجبرت تلك الاضطرابات والي البصرة «ثابت باشا» على التوجه إلى الناصرية لمعالجة الأمر عن قرب. بالمقابل أرسلت الدولة تعزيزات عسكرية كبيرة لعموم المناطق المحيطة بأرض المنتفق تحسبًا من آثار حركة التمرد المتصاعدة والتي ألغت أي وجود للدولة في ديار المنتفق. ومع ذلك لم يرد زعيما التمرد قطع حبل الاتصال مع حكومة اسطنبول، فرفعا في رجب 1297هـ/حزيران/يونيو 1880م برقية بتوقيع خمسين رجلا من آل السعدون تنفي عصيانهم للدولة وتبرر أعمال العنف الجارية بانها رد فعل على تعديات السلطة عليهم وما لحقهم من إساءات على يد ثابت باشا ومستشاره «قاسم الزهير». ومع تشدد العسكر مال الوالي عبد الرحمن باشا إلى التفاهم مع المتمردين في حل المشكلة سلميًا، فعندما وصل الكوت من بغداد اجتمع مع البشوات الثلاثة منصور وفهد وفالح الذين طالبوا الوالي بتعيين متصرف سعدوني للواء المنتفق، وإعادة جميع الأراضي المفسوخة إلى أصحابها، وسحب القوات النظامية من ديرة المنتفق. وقد أرسل الوالي تلك المطالب إلى الباب العالي مع اقتراح بعزل والي البصرة ثابت باشا ومتصرف المنتفق أحمد بك وإلغاء ولاية البصرة إلحاقها بولاية بغداد. فوافقت الحكومة بتلك المقترحات وأغفلت مطالب آل سعدون الرئيسة، مع إصدار عفو سلطاني عن الباشوات الثلاثة في رجب /يونيو 1880م. وعاد الوالي عبد الرحمن باشا إلى بغداد في شعبان 1297هـ/بوليو 1880م وبمعيته منصور باشا، ومع ذلك استمرت صحف اسطنيول بنشر ما يروج من شائعات في المنتفق، فرفع الوالي إلى الصدارة العظمى برقية في 28 شعبان 1297هـ/5 آب/أغسطس 1880م يحذر فيها من تأثير تلك الشائعات، وسعى إلى ابطالها. إلا أن فترة حكمه قد انتهت في أكتوبر 1880م، وحل محله تقي الدين باشا في كانون الأول/ديسمبر 1880م الذي كان أكثر ميلا لموقف الجيش العثماني. ومع ذلك ظلت العلاقات متوترة بين منصور باشا وقاسم الزهير حتى عد الباب العالي تلك الأزمة هي من أسباب عودة التوتر مع آل السعدون، ومع إصرار ناصر باشا بأن إعادة الاستقرار للمنتفق لا يكون إلا بإبعاد «قاسم الزهير» خصم آل سعدون من البصرة،

### عودة التوتر مرة اخرى
مع ذلك ففي خلال تلك الفترة كان القطبان السعدونيان فهد باشا وسليمان بن منصور يوطدان العلاقة بينهما ويعدان لما هو آت، ثم انضم إليهما في أيار/مايو 1881م منصور باشا بعد تسلله من بغداد وعبوره نهر ديالى ومنه إلى نواحي الكوت ثم إلى الحي للتمويه على من يتعقبه، فقد كان عموم آل السعدون يظهرون استيائهم من عدم إعادة أملاكهم المفسوخة إليهم. وبسبب ذلك بدأت تحدث بعض القلاقل في سوق الشيوخ، فقد جمع منصور باشا وابن أخيه فالح عشيرة آل سعدون وبقية عشائر المنتفق، حيث خطبا فيهم خطبًا أحيا فيه خلافهما مع الحكومة وأعلنا التمرد، فأجابتهما القبائل المجتمعة معهما. فشرع آل السعدون وحلفائهم بتحشيد القبائل، ودفع منصور وفالح أموال طائلة لاستمالة الناس إليهما، ووزعا الخيول والأسلحة، وجلبا وسائط النقل والمؤن والوقود للاستعداد للمواجهة. وانضم إليه الشيخ فهد العلي، وكانت الحكومة العثمانية قد استشارت عدة مرات أخيه الشيخ ناصر السعدون الموجود عندها في ذلك الوقت رأيه في توتر الأوضاع في المنتفق، وقد أجاب في المرة الأولى بأن ثورة أخيه منصور لا أهمية لها، ولكنه عاد في مناسبات تالية قائلًا أن الموقف خطير وأن معالجته تكمن في حل الخلاف بين أخيه منصور والشيخ «قاسم باشا آل زهير»، واقترح عزل الشيخ قاسم لحل تلك المشكلة،
بذل عزت باشا جهودًا جبارة لسحق التمرد، خصوصًا بعد أن نصب منصور باشا نفسه «سلطان البر» وأعلن استقلال لواء المنتفق، وبدأ بمهاجمة لواءي العمارة والبصرة، حيث كان يهاجم البصرة ليل نهار، بالمقابل استمر أخوه ناصر يخفف من خطر أخيه في أذهان الحكومة العثمانية في إسطنبول. وكانت الدولة متأثرة برأي الشيخ ناصر ولا تعتد برأي عزت باشا، بل كانت توبخه على ما كان يرسله إليها من تقارير ميدانية تخالف ما قد رسخ في أذهانهم من انطباعات عن حقيقة الأوضاع في المنتفق. إلا أن عزت باشا كان واثقًا من انتصاره ومصممًا على سحق التمرد بالقوة، لذا فقد أبرق إلى السلطان عبد الحميد مشتكيا من أن «دراهم السعدون شلت يد أعضاء من الحكومة عن العمل»، وهو يقصد أن آل السعدون قاموا برشوة كبار الموظفين وضباط الدولة لكسب تأييدهم. وكان تأثير تلك البرقية قويًا على الحكومة، وتسبب في إرباك قرارها، إلا أن السلطان عبد الحميد رد على البرقية بما معناه أن الدولة لا يمكنها تحمل نفقات قوة عسكرية كبيرة، وإنه إذا أراد متابعة القتال فإن الدولة لن تمنعه بل وتفوضه مسؤولية ذلك. فضمن الجيش العثماني بجميع مصاريف ونفقات تلك الحملة إن فشلت، وزاد من موقف الجيش تأييد والي بغداد تقي الدين باشا لهم. فزادت القيادة العسكرية حشودها العسكرية في المنطقة في شباط/فبراير وآذار/مارس 1881م، ومع فشل الوساطات بين الطرفين زحف عزت باشا بقواته نحو المتمردين الذين بادروه بالهجوم في أم شعير بين الكوت والحي يوم 13 آب/ أغسطس 1881م وانتهت بهزيمة المتمردين. فانسحب الباشوات الثلاثة (فهد العلي وفالح بن ناصر ومنصور باشا) نحو الصحراء الشامية.

### المعركة ونهاية التمرد
توجه عزت باشا بما لديه من امكانيات مادية وبشرية محدودة حتى وصل إلى بلدة الحي، وعند وصولها أتاه أحد اليهود ومعه 30 ألف ليرة هدية من منصور باشا، فرفض عزت باشا تسلمها وكلف اليهودي أن يبلغ الشيخ منصور بأن ينقاد لأوامر الحكومة ويرجع عم أقدم عليه. ثم بقي 3 أيام في الحي ينتظر رد الشيخ منصور، وخلال تلك الفترة اتصل بأمير ربيعة واقنعه بالانفصال عن منصور باشا، وبعد مضي الأيام الثلاث دون رد من منصور باشا، تحرك عزت باشا نحوه بما لديه من قوة، فنشبت بينهما معركة دامية عند «نهر محيرقة» شمال الحي استمرت 3 ساعات، قاومت فيها العشائر مقاومة شديدة، إلا أن الجيش العثماني قد انتصر بالنهاية، وسيق الشيخ منصور باشا مخفورًا إلى إسطنبول. ثم نُقل بعدها إلى بغداد حيث قابل الوالي بداية 1883م وحصل منه على عفو خاص واستقر في بغداد حتى وفاته. أما من تبقى من الجيش المتمرد فقد انسحبوا مع عوائلهم إلى بر الشامية بقيادة فالح السعدون وسعدون بن منصور وبقوا فيها مدة شهرين، حتى وردتهم أنباء بأن الأمير محمد بن رشيد أمير حائل ينوي غزوهم بعد أن علم بأن لدى آل السعدون نقودًا وأموالا جمة سهلة السلب. فلما أحس فالح باشا وسعدون باشا بتحفز ابن رشيد للهجوم عليهم تركوا تلك المناطق وتوجهوا إلى الحويزة حيث نزلوا بجوار الشيخ مزعل بن جابر الكعبي أمير عربستان، فأكرم مثواهم وظلوا عنده مدة سنتين حتى سنة 1884م عندما بدأ مزعل المرداو وساطته مع بغداد من أجل عودة المنتفق إلى ديارهم، وهي وساطة تكللت بالنجاح. فعاد الأمراء السعدونيون إلى ديارهم كمواطنين عاديين دون العودة إلى الإمارة السابقة التي ألغيت وألحقت أراضيها ومسؤولياتها ببغداد والبصرة.

## وفاته
بعد نقل الشيخ منصور باشا إلى الأستانة حيث بقي فيها مدة، انتقل بعدها إلى بغداد وأقام فيها عدة سنين عاني منها من الأمراض، حتى توفي في سنة 1885م/1303هـ وقيل توفي في 18 ذي القعدة 1303هـ/أغسطس 1886م عن عمر ناهز السبعين، وحضر جنازته والي بغداد تقي الدين باشا والمشير هدايت باشا وأعيان البلد وأركانها ودفن في مقبرة جامع الشيخ عبد القادر الكيلاني.

### أولاده
له من الأولاد:
- سليمان بك: توفي في البصرة 1321هـ/1903م.
- عبد الله بك: قتل هو وإبنه في حرب ابن رشيد سنة 1319هـ/1901م.
- سعدون بك، ثم صار باشا: وهو والد عجمي باشا السعدون.
- عمر بك.
- حامد بك.
- عبد الرحمن بك.
- عبد العزيز بك.
- عبد الرزاق.
- فهاد.
- فرحان.
- سعود.[65]

## الملاحظات
1. ↑  الشامي هو القرش قبل ضرب الليرة العثمانية الذهبية زمن محمد رشاد ويقال له القرش الرومي وبقي اسم الشامي شائعا في البصرة وأنحائها، ويعادل الشامي 9 قروش ونصف حتى سنة 1914.[13]
2. ↑  ذكر حسين الشيخ خزعل في كتابه تاريخ الكويت السياسي أن من حاكم المنتفق في تلك الفترة كان الشيخ ناصر بن ثامر وهذا الكلام غير دقيق، بل كان الشيخ منصور بن راشد هو الحاكم للمنتفق، ولا يوجد حاكم للمنتفق اسمه ناصر بن ثامر، ولعله يقصد ناصر الأشقر الذي حكم بعد أخيه منصور.[19]